# Foldedør
En foldedør er en type dør, der åbner ved at blive foldet sammen i sektioner eller såkaldte paneler. På engelsk kaldes de ogs nogle gange for "concertina"-døre, efter musikinstrumentet af same navn.
Foldedøre kan bruge indenfor mellem rum eller til at opdele rum i flere mindre, og de kan bruges som yderdøre. De fleste foldedøre har glas med en ramme af træ, aluminium eller lignende materiale.
Modsat almindelige døre, der normalt er mellem 70-90 cm bredde, så kan en foldedør være flere meter bred, hvorved de kan give lang større adgangsvej.
Foldedøre kendes helt tilbage til til Romerriget, hvor udgravninger i Pompeii har vist eksempler på foldedøre.